# Telugu (sprog)
Telugu er et dravidisk sprog, der tales i delstaten Andra Pradesh i det sydøstlige Indien og de tilgrænsende områder. I 1800-tallet blev sproget kaldt "Østens italiensk", fordi alle ord i telugu ender på vokaler.
Ordrækkefølgen er fastlagt sådan, at objektet altid kommer før udsagnsordet. 
Dets alfabet er fonetisk og har 56 bogstaver, som hver svarer til en sproglyd. Det har store ligheder med kannada-alfabetet.
Sproget har mange låneord fra sanskrit.
| Sprog | Spire Denne artikel om sprog er en spire som bør udbygges. Du er velkommen til at hjælpe Wikipedia ved at udvide den. |

- Wikimedia Commons har flere filer relateret til Telugu